# 皖江金租
皖江金融租赁股份有限公司（新三板：834237，简称：皖江金租），是一家在中国新三板挂牌的上市公司，是经中国银监会审批设立、专业从事融资租赁业务的金融租赁公司。
公司于2011年成立于安徽省芜湖市，2015年7月完成股改并更名为皖江金融租赁股份有限公司。2015年11月24日，在全国中小企业股份转让系统挂牌上市，主办券商为国元证券。皖江金租是新三板首家挂牌的金融租赁企业，海航集团为其最终实际控制人。
2017年，公司实现营业收入32.49亿元，同比增长30.22%；实现净利润5.44亿元，同比增长7.54%。